# Infografica animata
Infografica animata  (in inglese animated infographic o animated information graphic) è un'applicazione disponibile sui personal computer, e corrisponde alla versione visualizzata su uno schermo di una infografica statica.
Come nella tradizionale forma statica, l'infografica animata organizza e rappresenta graficamente dati e informazioni, cercando di coniugare la funzionalità e l'ergonomia con l'estetica.
È chiamata info-grafica perché viene costruita usando una combinazione di immagini, parole e numeri che operano in un sistema ibrido verbale-visuale, per conseguenza offre la più grande opportunità di accrescere l'efficacia della comunicazione dell'informazione.
Con una crescita costante negli ultimi anni, l'infografica animata è diffusa a mezzo internet nei giornali online, nelle riviste scientifiche, nei siti dedicati all'educazione e nei più aggiornati strumenti multimediali fruibili sui siti dei motori di ricerca; mediante l'utilizzo di tecnologie ormai consolidate, l'infografica animata può essere diffusa anche su supporto mobile (chiavi USB, DVD, ecc.) e consultata offline.
Le regole base della rappresentazione grafica dell'informazione (in inglese information design) sono utilizzate per rappresentare tabelle, diagrammi di flusso, istogrammi, mappe animate, grafici, schemi complessi ecc.

## Peculiarità
Un aspetto particolarmente enfatizzato dall'infografica animata rispetto alla sua tradizionale controparte statica è la possibilità di lettura “multi-livello”: mediante una gerarchia informativa accurata, un'infografica animata ben confezionata è in grado di veicolare innanzi tutto le informazioni essenziali, rivolte a un lettore digiuno in materia, e di fornire poi le informazioni più dettagliate che interessano gli specialisti, relegandole in schede separate, campi appositi (visualizzabili per esempio al passaggio del mouse sopra spazi sensibili) link esterni ecc. Al fruitore è lasciata la scelta di rimanere sul livello di lettura principale, oppure di seguire un percorso di lettura gerarchico che lo accompagna negli approfondimenti successivi.
Il tutto grazie al principio – evidentemente non disponibile su carta – per il quale un'informazione non richiesta al momento può essere facilmente nascosta e disvelata in seguito, a richiesta e nello stesso dispositivo, senza dispendio aggiuntivo di spazio.
Un altro aspetto emergente negli ultimi anni è dato dalla possibilità di completare la gamma di informazioni veicolate da una particolare infografica animata con l'immissione di informazioni da parte del fruitore, a cui è richiesto di rispondere a delle domande, di compilare campi di testo e fornire all'archivio retrostante l'applicazione dei dati su cui far lavorare gli algoritmi dell'applicazione.
Infatti le infografiche animate più complesse dispongono talvolta di un'interfaccia nascosta che interroga un database; i dati forniti dal database (eventualmente completati con quelli forniti dall'utente) informano la rappresentazione plastica dei grafici corrispondenti.

## Storia dell'infografica animata

### Nota introduttiva
L'infografica animata viene normalmente realizzata con software non molto costosi, e di complessità non elevata, tra i quali spicca Adobe Flash (precedentemente sviluppato da Macromedia), che sovrappone un foglio di impaginazione e una striscia temporale divisa in fotogrammi a un linguaggio di programmazione molto evoluto, actionscript.
Ma la capillare diffusione di software di disegno e animazione sta conducendo un numero crescente di designer e di grafici editoriali a fornire nuovi apporti al campo dell'infografica animata.
La fabbricazione delle animazioni, la compilazione degli archivi su cui vengono effettuate ricerche in runtime e la redazione di un numero oramai enorme di pagine di testate giornalistiche online sono da ricondurre all'espandersi di linguaggi di programmazione abbordabili anche dagli utenti non professionalmente abilitati.

### Lo sviluppo della rappresentazione su computer
Nei suoi sviluppi più maturi l'infografica animata integra le capacità visive umane con le capacità grafiche e computazionali dei personal computer, come evidenziato nei risultati ottenuti da una ricca corrente statunitense di studi e di esperimenti – parzialmente coniugata con e finanziata dalla stessa industria dei computer – che fin dai tardi anni sessanta ha preso corpo.
In particolare la pragmatica di utilizzo di un personal computer è strettamente legata al modo in cui quello stesso personal computer comunica informazioni all'utente che ne fa uso. Già negli studi di Edward Tufte emerge l'opinione che la sintesi di esigenze estetiche e statistiche sia utile a un accrescimento e affinamento dell'informazione, e che questa possa essere opportunamente veicolata attraverso l'uso di nuove tecnologie accuratamente calibrate.
L'interesse per l'arricchimento dell'informazione grafica esplode già nei tardi anni Sessanta durante la prima fase di ideazione e costruzione degli antecedenti dei moderni calcolatori elettronici. In questo periodo pre-industriale il costo dei computer scende rapidamente e contemporaneamente ne vengono incrementate le capacità computazionali.
Numerosi esperti si dedicano allo sviluppo del software e dell'hardware. Un gruppo di lavoro formatosi al Mit di Boston, il Visual Language Workshop capeggiato da Muriel Cooper – basandosi sui lavori di Tufte, Berting, Arnheim e Gombrich e sulle teorie dei modernisti della Bauhaus – elabora i princìpi strutturali della moderna grafica dei computer e sviluppa le prime mappe digitali e i primi paesaggi tridimensionali nei quali l'utente può muoversi a piacimento, come per esempio delle mappe meteorologiche dotate di zoom interno.
Pochi anni più tardi Ben Shneiderman fonda lo Human Computer Interaction Laboratory nell'università del Maryland. Questo gruppo di lavoro, orientato allo studio dei modelli di visualizzazione delle interfacce computer-utente, sperimenta design dotati di caratteristiche innovative: per esempio il programma Aspen Movie Map di Douglas Engelbart (1978), un precursore dell'odierno Google Maps che oltre al sistema cartografico interattivo presenta una mappatura fotografica della cittadina del Colorado.
Un altro picco è rappresentato dallo sviluppo dell'interfaccia grafica Gui (1979) che utilizza icone e finestre, alla base di quello che sarà poi il Finder, sistema operativo di Apple Macintosh (1984) più tardi riproposto anche da Microsoft.
Ancora una volta al Mit di Boston vengono gettate le basi per gli sviluppi futuri: il progetto di John Maeda del Mit, design by Numbers, risalente ai tardi anni Novanta, è rivolto a quei video-progettisti che desiderano imparare a programmare i computer per creare delle applicazioni di utilizzo e diffusione di informazioni, avvalendosi di animazioni e immagini in movimento. Il software di interfaccia tra il linguaggio macchina e il designer è diffuso gratuitamente, e a sua volta liberamente modificabile.

### Gli anni recenti
Numerosissimi sono all'inizio del nuovo secolo i legami tra artisti, sviluppatori e animatori digitali e mondo dell'informazione rintracciabili su internet.
Nel campo della presentazione dell'informazione e in particolare dell'infografica animata si distingue il lavoro d'équipe di alcune redazioni informatiche fondate da testate giornalistiche storiche, come la spagnola elmundo.es (in particolare grazie al lavoro di Alberto Cairo) e il Newyorktimes.com: nel giro di alcuni anni queste redazioni arricchiscono i loro archivi con parecchie infografiche animate relative alla cronaca quotidiana e a grandi fatti di attualità, fondando nuovi standard per l'infografica animata e sviluppando in maniera interattiva tecniche di presentazione dell'informazione già presenti da anni su carta.
Ai primi programmatori in actionscript (Yugo Nakamura, Eric Natzke, Jared Tarbell e altri) sono dovute alcune innovazioni che spostano in avanti il limite tradizionale di interazione tra utente e computer e contemporaneamente elaborano nuove tecniche di rappresentazione dei dati, come la tecnica di Tag Cloud, sviluppata in seguito come una vera e propria applicazione indipendente funzionante in una molteplicità di lingue.
Gli ultimi sviluppi vedono ancora forti sinergie tra mondo della programmazione e dell'informazione: per esempio il premio internazionale Flash Forward di Lynda Weinmann in cui ogni anno vengono presentate novità attinenti al desktop presentation che coinvolgono anche l'informazione giornalistica, e diversi gruppi di lavori stanziati perlopiù negli Stati Uniti (ASIS&T, SIGVIS, ACM, SIGGRAPH).
Una via a parte nella sperimentazione di nuove tecniche di presentazione dell'informazione è quella presa dallo sviluppo di applicazioni che si scaricano dalla rete e che aggiungono tecniche innovative, come per esempio i numerosi widget che la Apple commercializza per i suoi computer e per l'iPhone.
Negli ultimi anni aumenta la proliferazione di infografiche animate, ma queste non si diffondono capillarmente sui giornali online soprattutto per via degli alti costi di produzione e dei lunghi tempi di programmazione. Diverse edizioni elettroniche di celebri testate giornalistiche  (come il britannico The Guardian o la Bbc) puntano su una copertura “puntiforme” delle notizie, fornendo preziose infografiche animate in corrispondenza di approfondimenti tematici.
Anche il più noto motore di ricerca, Google, offre da qualche anno gli Api: potenti mezzi di visualizzazione dei dati basati sulle selezioni che l'utente immette: queste vere e proprie applicazioni sviluppate e compilate in remoto offrono però una veste grafica anonima e richiedono una conoscenza perlomeno basica del codice html.

### Testate giornalistiche online
Data la grande varietà nell'organizzazione delle infografiche animate e nei temi trattati, sono indicati di volta in volta link alle sezioni dedicate o direttamente ad alcune infografiche animate ben note o degne di menzione, o alle pagine di raccolta secondo il tema trattato.
- elmundo.es.
- elpais.es, su elpais.com.
- newyorktimes.com, su nytimes.com.
- dailytelegraph.co.uk, su telegraph.co.uk. URL consultato il 2 maggio 2019 (archiviato dall'url originale il 27 luglio 2013).
- consumer.es.
- bbc.co.uk.
- bbc.co.uk.
- superabril.br, su super.abril.com.br. URL consultato il 15 dicembre 2009 (archiviato dall'url originale il 26 novembre 2009).

### Siti non giornalistici che trattano anche di infografica animata
- xkcd, su xkcd.com.
- infosthetic.com, su infosthetics.com. URL consultato il 15 dicembre 2009 (archiviato dall'url originale il 29 dicembre 2010).
- imagination at work, su ge.com.
- nixlog, su nixlog.com. URL consultato il 15 dicembre 2009 (archiviato dall'url originale il 3 gennaio 2010).
- visualisationmagazine, su visualisationmagazine.com.
- DensityDesign Lab - Italian research lab dedicated to infographics densitidesign, su densitydesign.org.

### Blog dedicati all'infografica, che frequentemente trattano di infografica animata
- coolinfographics.com.
- infografiche.com. URL consultato l'8 giugno 2013 (archiviato dall'url originale il 1º giugno 2013).
- infographicnews.bòogspot.com, su infographicsnews.blogspot.com.
- infographics, su infographics.apa.at. URL consultato il 2 maggio 2019 (archiviato dall'url originale il 30 aprile 2019).
- infographicsblog, su infographicsblog.com.
- datavisualization, su datavisualization.ch. URL consultato il 15 dicembre 2009 (archiviato dall'url originale l'11 dicembre 2009).
- graphicsexplained, su igraphicsexplained.blogspot.com.
- junkcharts, su junkcharts.typepad.com.
- flowingdata, su flowingdata.com.
- weme, su weme.info. URL consultato il 15 dicembre 2009 (archiviato dall'url originale l'8 maggio 2009).
- serialmapper, su serialmapper.com.
- benfry, su benfry.com.
- mappementaliblog.blogspot.com,  https://mappementaliblog.blogspot.com/.
- knowledgevisualization, su knowledgevisualization.blogspot.com.
- visualisationmagazine.com,  https://web.archive.org/web/20100109132655/http://visualisationmagazine.com/blogvisualthinkmap/. URL consultato il 5 gennaio 2010 (archiviato dall'url originale il 9 gennaio 2010).
- visualcomplexity, su visualcomplexity.com.

### Agenzie dedicate alla produzione di infografica animata
- aerstudio, su aerstudio.com. URL consultato il 17 dicembre 2009 (archiviato dall'url originale il 15 dicembre 2009).
- 90grados, su 90grados.info. URL consultato il 17 dicembre 2009 (archiviato dall'url originale il 21 dicembre 2009).
- afp, su afp.fr. URL consultato il 15 dicembre 2009 (archiviato dall'url originale il 15 dicembre 2009).
- seguier, su seguier.fr.
- ide, su ide.fr.
- artmovies, su artmovies.com.
- immediapress, su immediapress.it. URL consultato il 15 dicembre 2009 (archiviato dall'url originale il 21 dicembre 2009).
- infografica-animata, su infografica-animata.it.
- flinklabs, su flinklabs.com.
- infographics, su info-graphics.com.
- golden-section-graphics, su golden-section-graphics.com.
- globus, su globus-infografik.de.
- bryanchristiedesign, su bryanchristiedesign.com.
- xplane, su xplane.com.
- funnelinc, su funnelinc.com.
- periscopic, su periscopic.com.
- TIWI Homepage | TIWI.it